# Norbert Leo Butz
Norbert Leo Butz, född 30 januari 1967 i St. Louis, är en amerikansk skådespelare.
Butz har bland annat medverkat i TV-serierna Bloodline (2015-2017) och Justified: City Primeval från 2023. Han har även medverkat i filmerna Min brors flickvän från 2007.

## Filmografi (i urval)
- 2007 – Min brors flickvän
- 2011 – Higher Ground
- 2012 – Greetings from Tim Buckley
- 2013 – The English Teacher
- 2015–2017 – Bloodline (TV-serie)
- 2023 – Justified: City Primeval (TV-serie)